# Eduard Spieß

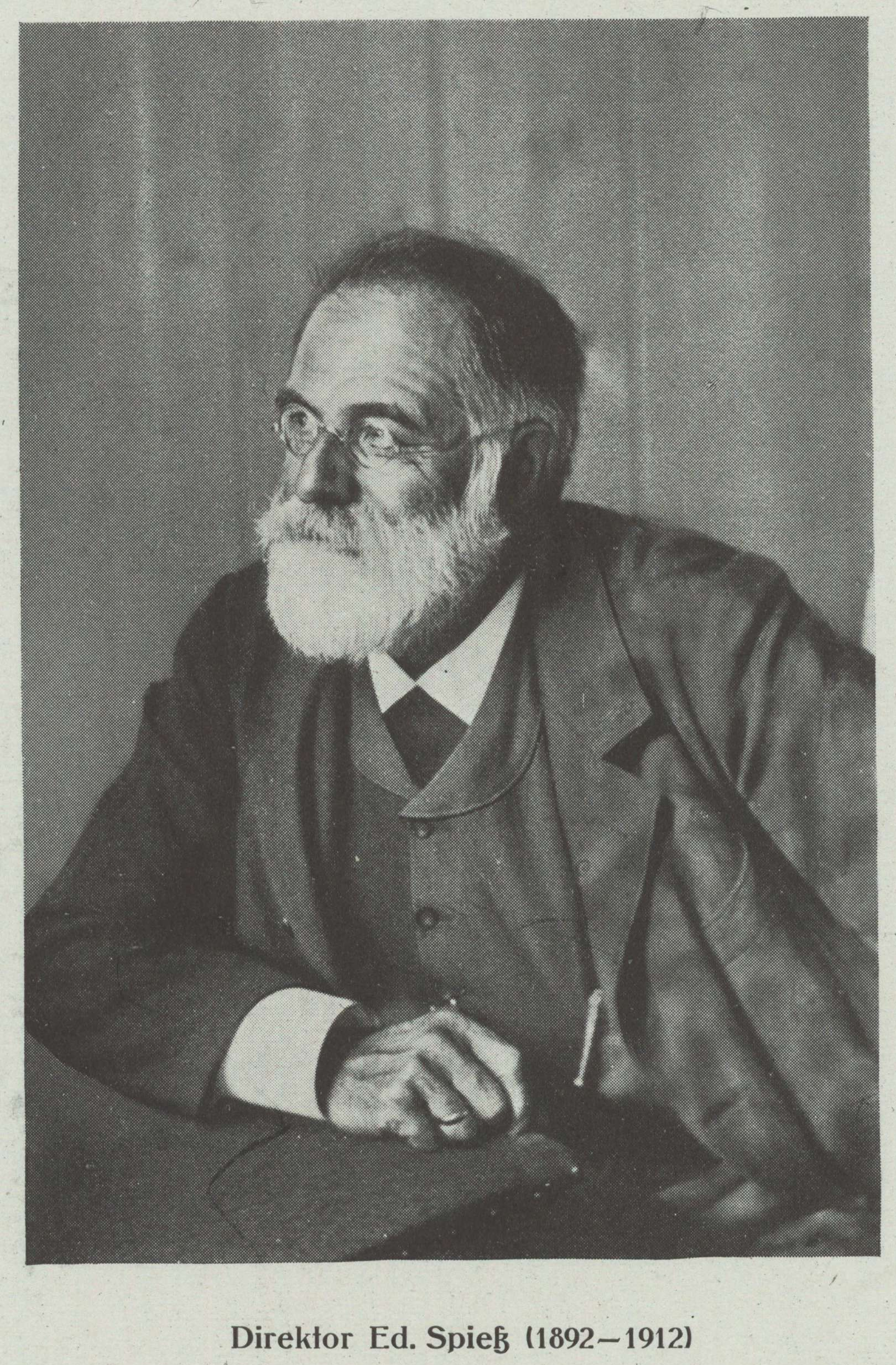
Eduard Spiess (zwischen 1900 und 1912)

Ernst Eduard Spieß (* 1. August 1849 in Darmstadt; † 19. Oktober 1912 in Basel) war Ingenieur und Leiter von Kunstgewerbeschulen.

## Leben
In seiner Heimatstadt besuchte er ein Gymnasium, welches er teilweise abschloss. Von 1865 bis 1867 schloss sich ein Besuch der Gewerbeschule Basel und dann eine Lehre als Former, Gießer und Monteur in den Eisenwerken von François de Wendel in Hayange in Frankreich an. In den Jahren 1869 und 1870 war Spieß als Feinmechaniker in den Werkstätten der Sternwarte Paris tätig. Ab 1871 bereitete er sich am Mathematischen Institut in Solothurn auf ein Studium vor, das er dann bis 1875 am Eidgenössischen Polytechnikum in Zürich absolvierte und als Diplomingenieur abschloss.
Es schlossen sich Arbeiten für verschiedene Bahngesellschaften an. Zunächst war er für die Schweizerische Nordostbahn als Bauingenieur und Architekt tätig, wobei er Bauvorhaben der Bahngesellschaft in Zürich und Basel bearbeitete. 1881 ging er in die USA, wo er für die Northern Pacific bis 1883 vor allem in Kalifornien, aber auch in Portland (Oregon) am Bau von Bahnhöfen beteiligt war. Aufgrund einer Erkrankung seiner Mutter kehrte er nach Europa zurück und betrieb 1885 in München kurzzeitig ein Kunst- und kunsthistorisches Studium. 
Spiess begann sich dann für das Kunstgewerbe zu interessieren. Nach einer Deutschlandreise von der vielfältige Skizzen von Gebäuden und Details der Architektur bekannt sind nahm er Kurse an der Handwerkerschule Berlin. Nachdem er 1886 eine Anstellung als Lehrer für Bauhandwerker an der Kunstgewerbeschule Kassel erhalten hatte, wurde er 1887 zum Direktor der Kunstgewerbe- und Handwerkerschule Magdeburg berufen. Er reformierte die Schule und bewies großes organisatorisches Talent und Durchsetzungsvermögen. Stark ansteigende Schülerzahlen und eine deutlich gesteigerte Reputation der Schule waren das Ergebnis seiner Arbeit. Er war mit dem gleichfalls an der Schule tätigen Maler Adolf Rettelbusch befreundet. Gemeinsam mit ihm, dem Bildhauer Carl Wegener und dem Baupolizeikommissar G. Rosenberg begründete er 1888/89 die sogenannte Brocken-Silvester-Gemeinde. Neben der Direktionstätigkeit war er an der Schule auch als Lehrer im Fach- und Geometrischen Zeichnen tätig. 
1892 übernahm er dann die Aufgabe als Direktor der Allgemeinen Gewerbeschule und dem Gewerbemuseum Basel. In Basel war Spieß auch Mitglied der Kommission für das Historische Museum Basel.